# Autopista del Sur
Para la autopista de Gran Canaria, véase Autopista del Sur de Gran Canaria. Para la autopista de Tenerife, véase Autopista del Sur de Tenerife.

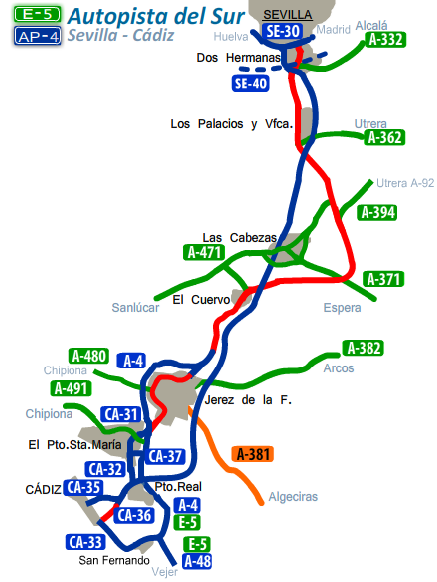
Mapa de itinerario de la AP-4

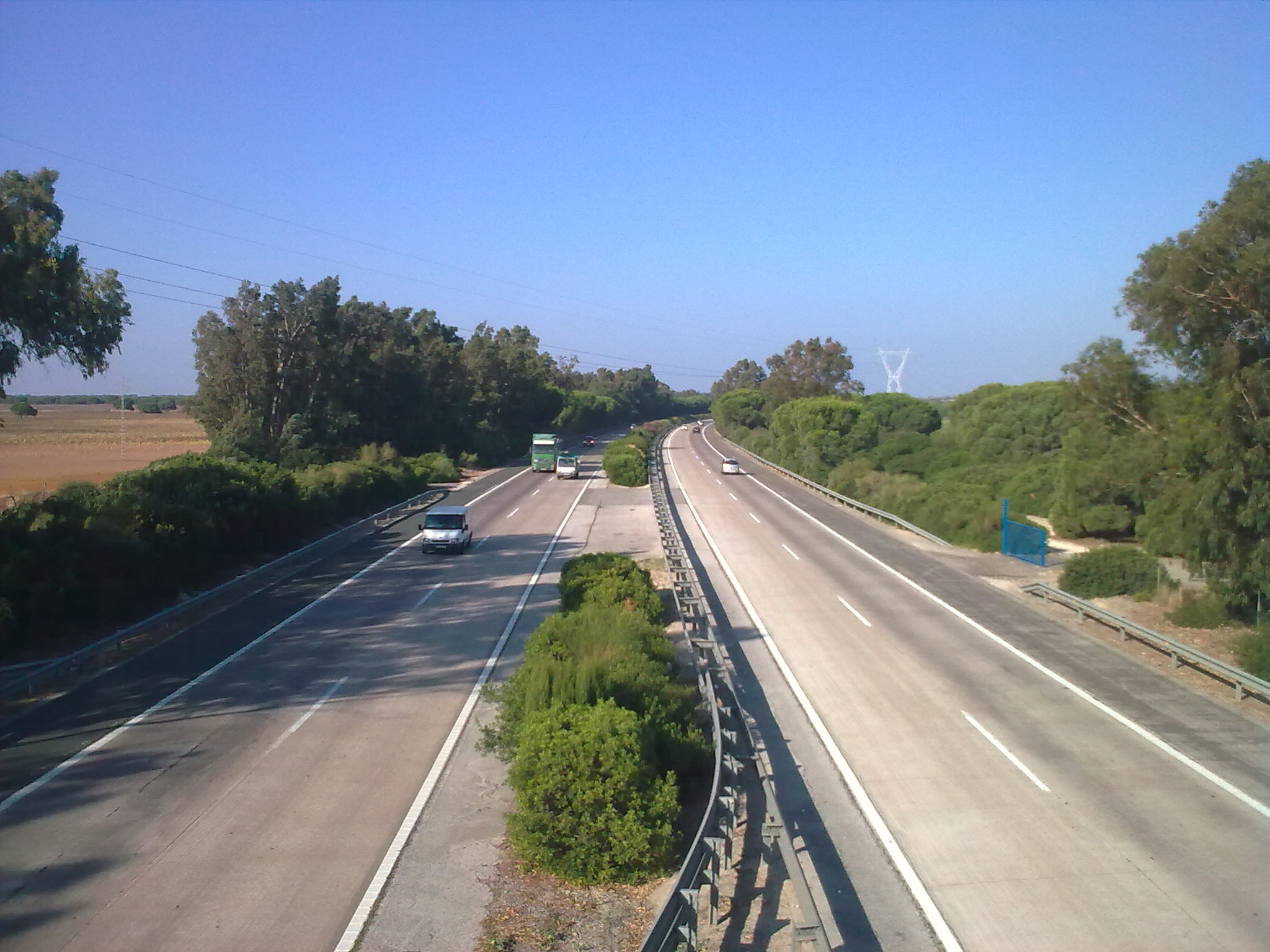
La autopista cerca de Puerto Real. El pavimento en este tramo era de hormigón, fue reasfaltado en 2015

La autopista del Sur o AP-4 es una autopista española que une las ciudades de Sevilla y Cádiz, y que comienza a la altura de Dos Hermanas  y termina en la autovía CA-35, a la altura de Puerto Real, a 8 kilómetros de Cádiz. Era de peaje hasta el 1 de enero de 2020, cuando caducó la concesión pública y el gobierno de España decidió no renovarla e incorporar el tramo a la red pública de autovías gratuitas. 
De momento, denominada AP-4 a pesar de ser una autopista libre de peaje, discurre paralela a la carretera original, la N-4 en los tramos sin desdoblar o la A-4 en los que lo están (Aeropuerto de Jerez-Puerto Real) y es la vía más directa desde la Bahía de Cádiz a la capital andaluza y también la más directa (junto a la A-381) para llegar a Sevilla desde la bahía de Algeciras. Debido a que une las ciudades de Sevilla y Cádiz, en Sevilla es conocida como la «autopista de Cádiz»; y en Cádiz, se le llama «autopista de Sevilla», aunque su nombre oficial es «del Sur».

## Historia
En un principio la carretera no tenía la demanda suficiente para construir una autopista. En el año 1968 se propuso construir un puerto de contenedores en Cádiz y se concibió que era necesario ampliar la conexión viaria hacia Sevilla, dando así origen a la concesión. La obra la adjudicó el gobierno en 1969. En 1972 quedó abierta en su totalidad, siendo la primera autopista de peaje construida en el sur de España. Fue realizada por Dragados Construcciones, si bien fue el gobierno el que dio el visto bueno a la obra. Al principio había 3 peajes, el de las Cabezas, el de Jerez y el del Puente Carranza, costando todo el recorrido 50 pesetas. La intensidad media diaria de vehículos en 1972 fue de 2500 vehículos.
La empresa concesionaria fue desde 1986 Aumar (actualmente del grupo Abertis) se formó mediante la fusión de las concesionarias de la AP-7 (Autopistas Mare Nostrum) y la concesionaria de la AP-4 (Bética de Autopistas), y mantuvo la concesión hasta el 31 de diciembre de 2019. El peaje entre Jerez de la Frontera y Cádiz fue liberado en 2005, como parte del Plan MASCERCA de la Junta de Andalucía, garantizando de este modo un itinerario libre de peaje entre Cádiz y Algeciras alternativo a la N-340.
El 1 de enero de 2020 caducó la concesión pública y el gobierno presidido por Pedro Sánchez, decidió no renovarla e incorporarla a la Red de Carreteras del Estado, por lo que dejó de ser de peaje en todo su recorrido.

## Concesión
La concesión de la autopista correspondía a la empresa Abertis (antes AUMAR) y finalizó el 31-12-2019.
El decreto 1636/1969 dispuso la concesión de la autopista Sevilla-Cádiz durante 24 años, hasta julio de 1993. En 1977, con Adolfo Suárez como presidente, el gobierno aprobó incrementar el plazo de concesión de la autopista durante casi seis años, hasta 1999. La segunda prórroga de la concesión de la AP-4 la firmó el gobierno presidido por Felipe González en 1986. El peaje se prolongaba hasta 2006.
La presión social evitó que el PSOE prorrogase de nuevo el peaje en 1995, pero dos años después el gobierno presidido por José María Aznar  prorrogó la concesión 13 años más, hasta 2019. En mayo de 2005, un acuerdo de la Junta con la concesionaria de la AP-4 liberó el peaje en el tramo Jerez-Cádiz, que entonces valía 1,05 euros. El gobierno andaluz pagó por ello 72 millones de euros, divididos en pagos que se irían haciendo efectivos hasta 2019, según contemplaba el acuerdo. Aun así, la concesionaria rápidamente aumentó el precio del tramo Jerez-Sevilla, haciendo que el precio fuese idéntico pese a también estar recibiendo el «rescate» por parte de la Junta de Andalucía.
El gobierno presidido por Pedro Sánchez, anunció el fin definitivo de la concesión del peaje, por lo cual no prorrogará la concesión actual ni la sacará de nuevo a concurso. Así que esto supuso la eliminación completa y definitiva del peaje el 31 de diciembre de 2019 a las 20:27 horas. Los trabajos de desmontaje y desmantelamiento del peaje empezaron el día 17 de enero de 2020.

## Datos de tráfico
Según datos publicados por el Ministerio de Fomento, en 2013 la AP-4 registró una intensidad media diaria (IMD) de 17 504 vehículos al día. La autopista ha tenido descensos en su intensidad circulatoria en los seis últimos años, con un descenso acumulado de 30,3%. Hasta 2007 siempre había registrado cifras positivas de crecimiento, siendo el dato más alto el de ese año, con 25 138 vehículos al día. Con la crisis de tráfico fue similar al contabilizado en 2003, creciendo de nuevo en 2019.
A pesar de los descensos de los últimos años, hay que señalar que en apenas dos décadas se ha triplicado el tráfico, ya que en 1991 la autopista apenas registraba una IMD de 7791 vehículos al día. En los meses de verano se dan las cifras más altas de tráfico: en los meses de julio y agosto de 2013 el tráfico se sitúa en torno a los 25 000 vehículos diarios. En cambio, en invierno el tráfico se reduce notablemente con una intensidad media diaria de diciembre a marzo que se sitúa entre 12 000 y 15 000 vehículos diarios. Con respecto al tráfico de camiones, la IMD en 2013 es de 970 vehículos pesados al día. En este caso, el descenso en los últimos años ha sido muy acusado, al disminuir un 54,7%.
Datos de los aforos de tráfico en la Autopista AP-4

## Tramos
| Denominación | Tramo                                                                               | Kilómetros | Año servicio                                                                                                  |
| ------------ | ----------------------------------------------------------------------------------- | ---------- | --- |
| E-5 AP-4     | Dos Hermanas A-4 - Los Palacios y Villafranca Tramo original Tramo ampliado         | 10,2 10,2  | 2 carriles por sentido: 1971 3 carriles por sentido: En redacción de proyecto (pendiente licitación de obras) |
| E-5 AP-4     | Los Palacios y Villafranca - Las Cabezas de San Juan Tramo original Tramo ampliado  | 21,5 21,5  | 2 carriles por sentido: 1971 3 carriles por sentido: En redacción de proyecto (pendiente licitación de obras) |
| E-5 AP-4     | Las Cabezas de San Juan - Jerez de la Frontera Norte Tramo original Tramo ampliado  | 33,6 33,6  | 2 carriles por sentido: 1972 3 carriles por sentido: Pdte. licitación proyecto                                |
| E-5 AP-4     | Jerez de la Frontera Norte - Jerez de la Frontera Sur Tramo original Tramo ampliado | 6,3 6,3    | 2 carriles por sentido: 1972 3 carriles por sentido: Pdte. licitación proyecto                                |
| E-5 AP-4     | Jerez de la Frontera Sur - Puerto Real CA-35 Tramo original Tramo ampliado          | 20 20      | 2 carriles por sentido: 1971 3 carriles por sentido: Pdte. licitación proyecto                                |

## Salidas
| Elemento | Esquema | Número de Salida | Nombre de Salida                                                                                         | Nombre de Salida                                            | Carretera que enlaza |
| Elemento | Esquema | Número de Salida | Sentido Cádiz                                                                                            | Sentido Sevilla                                             | Carretera que enlaza |
| -------- | ------- | ---------------- | --- | ----------------------------------------------------------- | -------------------- |
|          |         |                  | N-4 Los Palacios y Villafranca - Jerez de la Frontera - Cádiz                                            | Continúa por N-4                                            | N-4                  |
|          |         |                  | (Inicio de la AP-4)                                                                                      | (Fin de la AP-4)                                            |                      |
|          |         | 15               | | Sevilla                                                     | A-4                  |
|          |         |                  | Área de Servicio Los Palacios                                                                            |                                                             |                      |
|          |         | 23-24            | Utrera - Los Palacios y Villafranca                                                                      | Utrera - Los Palacios y Villafranca                         | N-4 A-362            |
|          |         |                  | | Área de Servicio de El Fantasma                             |                      |
|          |         | 44-45            | Sanlúcar - Lebrija - Las Cabezas de San Juan                                                             | Sanlúcar - Lebrija - Las Cabezas de San Juan                | A-471                |
|          |         | 53               | El Cuervo de Sevilla                                                                                     |                                                             | N-4                  |
|          |         | km. 61           | Provincia de Cádiz                                                                                       | Provincia de Sevilla                                        |                      |
|          |         |                  | Área de Servicio de El Cuadrejón                                                                         |                                                             |                      |
|          |         | 78-79            | Jerez de la Frontera (norte) Aeropuerto de Jerez Jédula Arcos de la Frontera Antequera Circuito de Jerez | Jerez de la Frontera (norte) Aeropuerto de Jerez            | N-349 A-382 A-4      |
|          |         | 80               | | Jédula Arcos de la Frontera Antequera Circuito de Jerez     | A-382                |
|          |         | 84-85            | Jerez de la Frontera (sur) - Algeciras                                                                   | Jerez de la Frontera (sur) - Algeciras                      | A-381                |
|          |         | 101              | Puerto Real El Puerto de Santa María - San Fernando Algeciras                                            |                                                             | CA-3113 E-5 A-4 A-48 |
|          |         | 102              | | Paterna de Rivera Jerez de la Frontera - Sevilla Algeciras  | A-408 E-5 A-4 A-48   |
|          |         | 104              | El Puerto de Santa María Puerto Real - San Fernando Algeciras                                            |                                                             | CA-32 A-48           |
|          |         | 105BA            | | Puerto Real - El Puerto de Santa María Jerez de la Frontera | CA-32 A-4            |
|          |         |                  | (Fin de la AP-4) Continúa por CA-35                                                                      | (Inicio de la AP-4) Puerto Real                             | CA-35                |